# Pułkownik Bunkier
Pułkownik Bunkier (tytuł oryginalny: Kolonel Bunker, inny tytuł: Colonel Bunker) – albańsko-francusko-polski film fabularny z roku 1996 w reżyserii Kujtima Çashku. Kujtim Çashku był także autorem scenariusza. W 1996 film był zgłoszony do nagrody Amerykańskiej Akademii Filmowej dla najlepszego film nieanglojęzycznego, ale nie uzyskał nominacji.

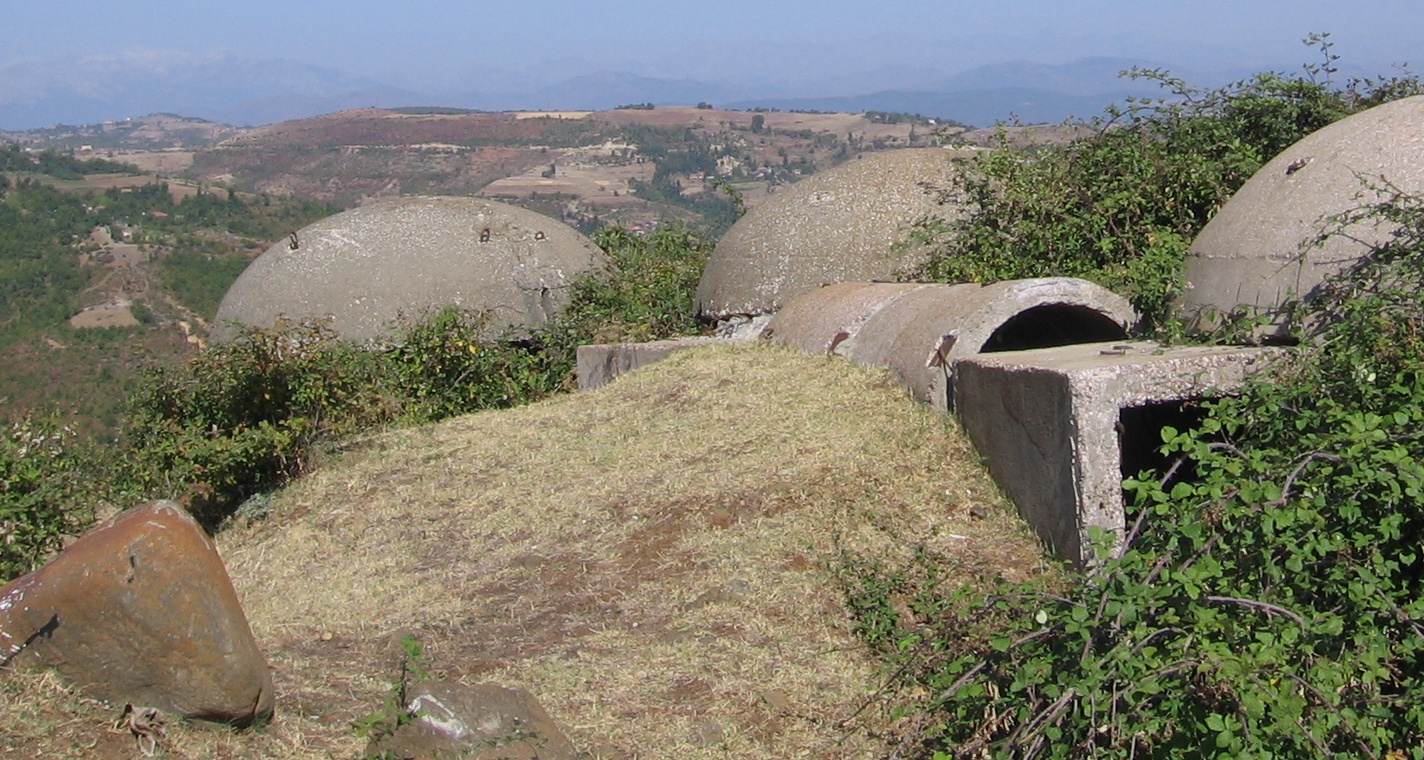
Jedno z wielu skupisk bunkrów w Albanii

To nie jest film o budowie bunkrów. To film o unikalnym totalizmie albańskim, o samoizolacji mojego kraju w okresie reżymu komunistycznego i naszej mentalności. W literaturze oraz kinematografii europejskiej temat totalitaryzmu był wielokrotnie eksploatowany. O dyktaturach z Ameryki Łacińskiej, Azji, Afryki czy z Europy wiemy już właściwie wszystko. Tylko albańska wersja jest wciąż zakamuflowana i zupełnie nieznana. Nie było bowiem dotychczas takiego kraju na świecie, w którym każda rodzina miałaby własny bunkier. W poprzednim systemie przez dwa dziesięciolecia w Albanii, liczącej ok. 3 mln mieszkańców, wybudowano aż 400.000 bunkrów. Czy to nie zbiorowa paranoja ? W swoim filmie staram się więc odpowiedzieć na pytania: skąd się bierze permanentny lęk i w imię czego niszczy się ludzkie wartości? To bilans poprzedniego systemu. Za pomocą rozsądku i rozumowania nie da się jednak rozszyfrować wszystkich naszych narodowych tajemnic.
Jest to jeden z pierwszych filmów fabularnych, wyprodukowanych w Albanii po upadku komunizmu, zaliczany do filmów rozliczeniowych. 

## Opis fabuły
Film nawiązuje do motywów z życia oficera inżynieryjnego armii albańskiej - Josifa Zengaliego. Głównym bohaterem filmu jest pułkownik armii albańskiej, żonaty z polską pianistką, który w okresie rządów Envera Hodży otrzymuje zadanie przeprowadzenia akcji budowy bunkrów na obszarze całego kraju. Za swoją postawę został aresztowany przez funkcjonariuszy Sigurimi i (jak można się domyślić) skazany na karę śmierci, a następnie ułaskawiony. Jego żona po odbyciu kary w obozie pracy, wraca do Polski w przekonaniu, że jej mąż nie żyje. Po uwolnieniu z więzienia Muro Neto próbuje odnaleźć żonę. Życie w Albanii po upadku komunizmu uświadamia mu bezsens dzieła, które stworzył. Popełnia samobójstwo w pobliżu bunkra, w którym kocha się para młodych ludzi.
Film nawiązuje także do innych wydarzeń z historii Albanii: przymusowej ateizacji (scena wysadzania kościoła katolickiego), a także prześladowań opozycji i duchowieństwa (sceny z obozu pracy, scena egzekucji). Jedną z najbardziej wstrząsających scen w filmie jest testowanie nowego bunkra poprzez ostrzał artyleryjski – gwarantem jakości jest sam pułkownik przebywający w ostrzeliwanym bunkrze. Kilka scen filmu rozgrywa się w Warszawie.
W filmie pojawiają się także inni aktorzy polscy, wśród nich Teresa Lipowska. Jednym z producentów filmu był Filip Bajon. W 2007 r. film emitowała po raz pierwszy Telewizja Kino Polska.
Film zrealizowano w Tiranie. Otrzymał główną nagrodę na XI Festiwalu Filmu Albańskiego w kwietniu 2000 r. w Tiranie.

## Obsada
- Agim Qirjaqi jako pułkownik Muro Neto
- Anna Nehrebecka jako Ana Jakubowska-Neto
- Çun Lajçi jako eminencja
- Kadri Roshi jako pasterz, były duchowny
- Guljelm Radoja jako prokurator
- Xhevat Limani jako komendant więzienia
- Petrit Malaj jako komendant obozu
- Teresa Lipowska jako matka Anny
- Sefedin Nuredini jako strażnik więzienny
- Hysen Bashhysa
- Enver Dauti
- Sulejman Dibra
- Fatime Lajçi
- Niko Kanxheri
- Sidorela Kola
- Fadil Kujovska
- Rita Lati
- Vetiola Mani
- Maurice Nash
- Orestia Kapedani
- Aniela Świderska-Pawlik
- Spiro Urumi

## Nagrody
- Festiwal Filmowy w Bastii
  - za najlepszą reżyserię
- Międzynarodowy Festiwal Filmowy w Wenecji
  - Nagroda UNESCO dla reżysera
- Festiwal Filmowy w Izmirze
  - Nagroda specjalna jury